# Folkets beväpnade polis
Folkets beväpnade polis är en gendarmeristyrka i Folkrepubliken Kina. Den har ansvar för allmän säkerhet, kontraterrorism och gränsbevakning. Folkets beväpnade polis är organisatoriskt skild från Folkets befrielsearmé och lyder både under den Centrala militärkommissionen och Ministeriet för offentlig säkerhet i Kina. Vid behov ska polisstyrkan kunna fungera som en enhet under Befrielsearmén.
Folkets beväpnade polis är känd både under sin kinesiska förkortning Wujing (kinesiska: 武警, pinyin: Wǔjǐng) och dess engelska motsvarighet PAP (People's armed police). Kårens fordon har egna registreringsskyltar som är vita med röd text där bokstäverna WJ (Wujing) inleder registreringsnumret.

## Historia och ursprung
Ursprunget till Folkets beväpnade polis kan spåras ända till Folkrepubliken Kinas första år, men den nuvarande organisationen daterar endast till 1982. Kärnan till Folkets beväpnade polis utgjordes av cirka en halv miljon soldater som friställts ur Folkets befrielsearmé i början på 1980-talet.
Under protesterna på Himmelska fridens torg 1989 misslyckades Folkets beväpnade polis med sina uppgifter, vilket ledde till att Befrielsearmén kallades in av regeringen för att undertrycka protesterna. Efter det att protesterna kvästs omorganiserades Folkets beväpnade polis för att förstärka dess beredskap att undertrycka "plötsliga incidenter".

## Organisation

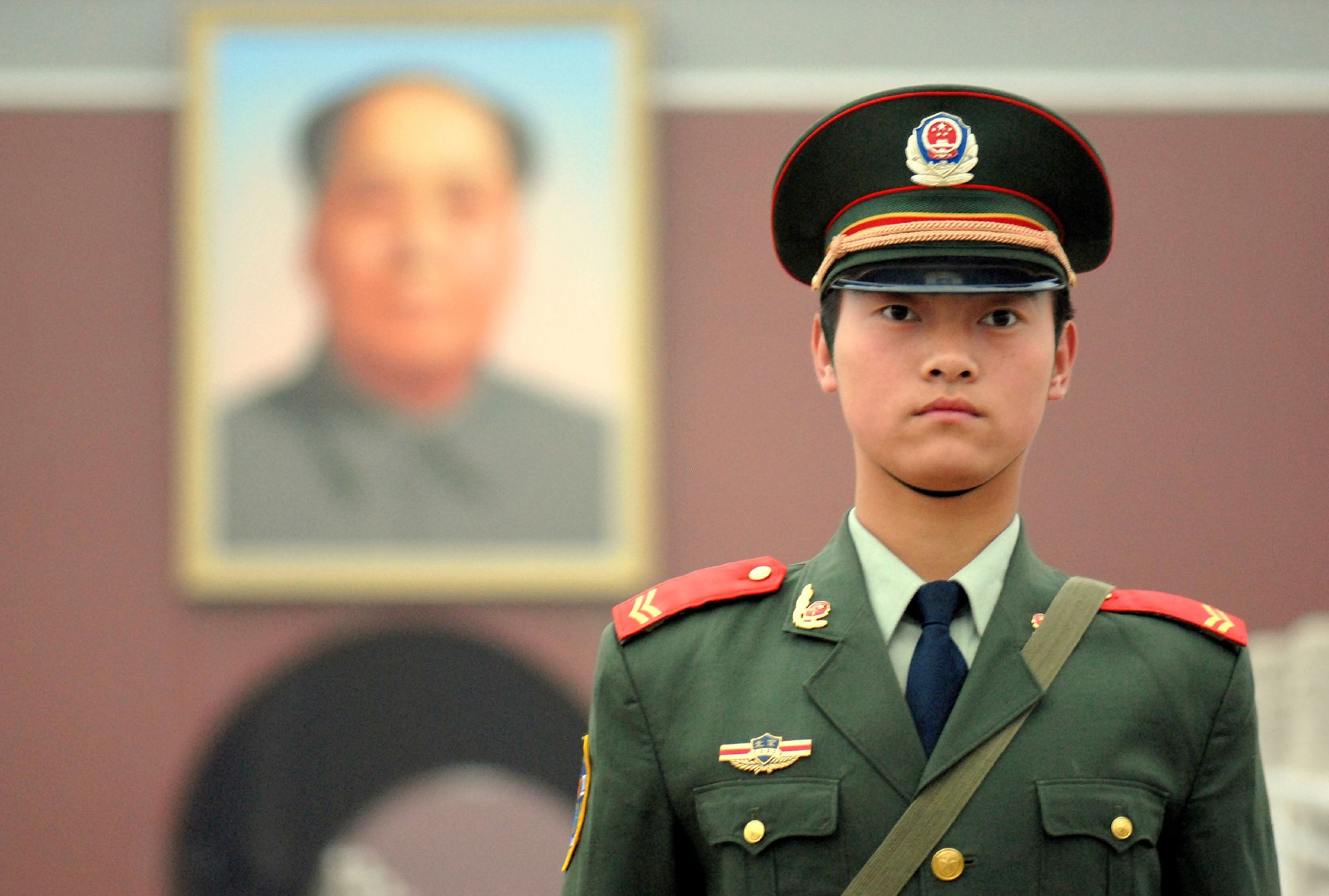
Polisman 1. kl från Folkets beväpnade polis vid Himmelska fridens torg.

Folkets beväpnade polis är organiserad efter militärt mönster och många av kårens ledande funktionärer har ett förflutet inom Folkets befrielsearmé.
Poliskåren har en rad funktioner i dagens Kina och är indelad i fyra huvudavdelningar som sysslar med livvaktsarbete, bevakning av byggnader, upprätthållande av infrastrukturen och gränsbevakning. I Kinas storstäder kan man ofta se vakter ur styrkan bevaka tunnelbanestationer och utländska beskickningar och konsulat. Kinas kustbevakning utgör en del av Folkets beväpnade polis. Styrkan har också ansvar för utförande av avrättningar i Kina.
Folkets beväpnade polis får inte bara medel till sin verksamhet från den kinesiska staten, utan också från egen affärsverksamhet som fått allt större betydelse. Detta har lett till att Folkets beväpnade polis blivit alltmer korrumperad och även dragits in i regelrätt piratverksamhet i Kinas kustregioner.

## Uppgifter i Xinjiang och Tibet

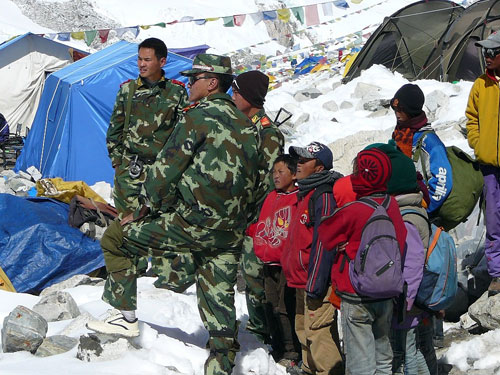
Gränsvakter ur Folkets beväpnade polis tillsammans med tibetanska flyktingar, strax efter Skottdramat i Nangpa La. Fotograferade av Pavle Kozjek.

Folkets beväpnade polis spelar en politiskt viktig roll i oroliga regioner som Xinjiang och Tibet. Till exempel var två av poliskårens högsta funktionärer, Meng Jianzhu och Wu Shuangzhan, också ledamöter i kommunistpartiets samordningsgrupp för Tibet.
Folkets beväpnade polis har ofta använts för att undertrycka protester i Tibet och Xinjiang och har därför utsatts för kritik från Amnesty International. Polisstyrkan har också utpekats som ansvarig för ihjälskjutningen av tibetanska flyktingar i Nangpa La-passet mellan Nepal och Kina 2006.

## Externa sidor
- Sinodefence[död länk]
- Folkets beväpnade polis hemsida[död länk]